# Triptyque de la Vierge avec les deux saints Jean
La Triptyque de la Vierge avec les deux saints Jean est un tableau attribué au peintre français Jean Bourdichon conservé au musée San Martino au sein de la Chartreuse San Martino à Naples. C'est la seule peinture dont l'attribution à l'artiste tourangeau fait consensus. Les raisons de sa présence en Italie n'ont pas été déterminées avec précision.

## Description
Le retable triptyque est composé d'un panneau central arrondi en partie haute et représentant la Vierge, habillée de bleu, tenant dans ses bras l'Enfant Jésus. Elle est assise dans une loggia décorée de colonnes de marbre rose donnant sur un paysage représentant une campagne avec à gauche un château. Sur le volet latéral gauche est représenté Jean le Baptiste agenouillé tenant un agneau dans les bras et sur le volet de droite Jean l'évangéliste tenant un calice dans ses mains. Dans les parties supérieures cintrées du retable, au centre est représenté le Christ sur la croix entouré de la Vierge et saint Jean ; à gauche, l'archange saint Michel combattant le dragon et à droite saint Georges combattant le monstre de sa lance.

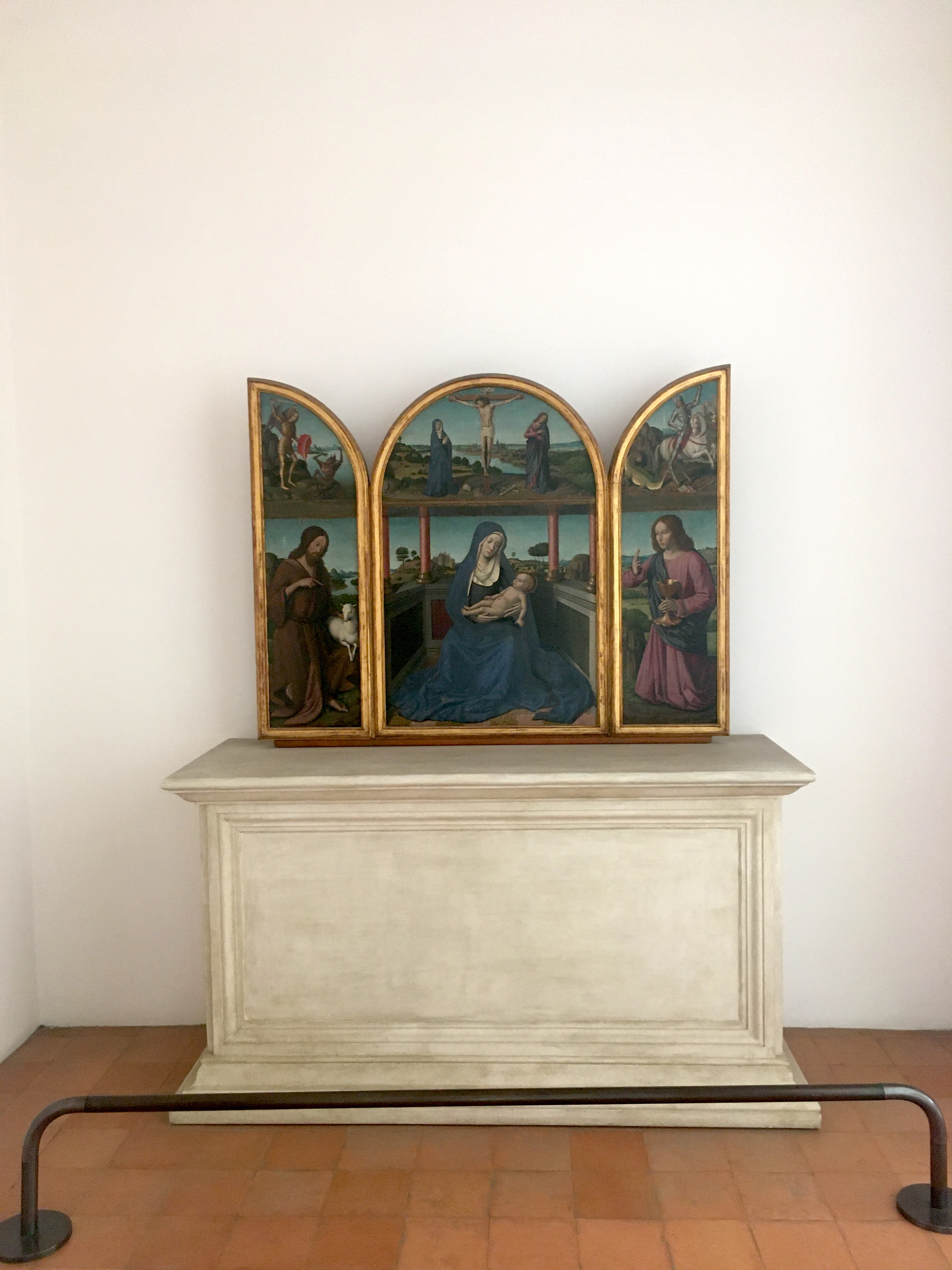
Le retable tel qu'exposé au musée de la Chartreuse San Martino.
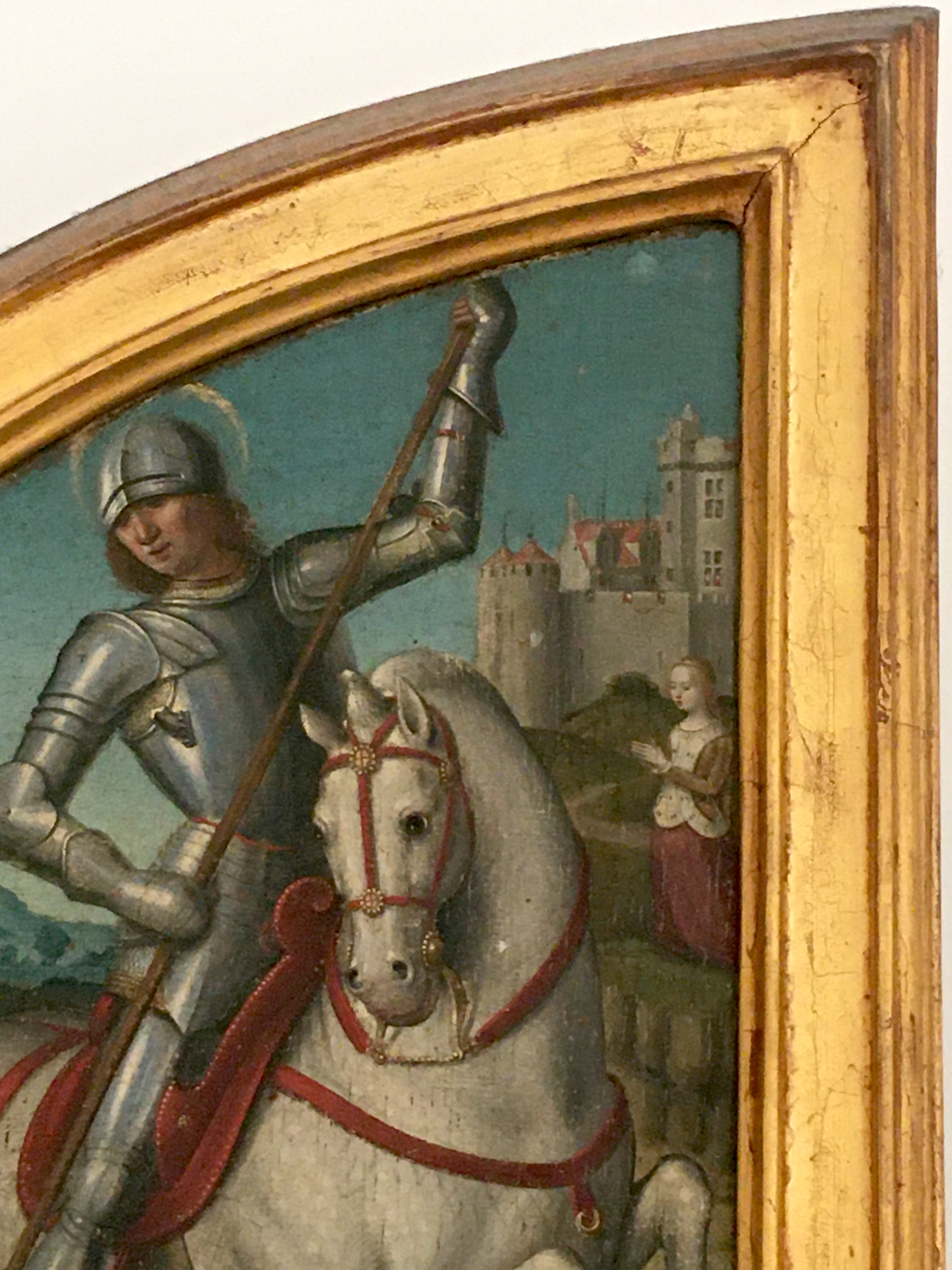
Détail de saint Georges et d'une donatrice.
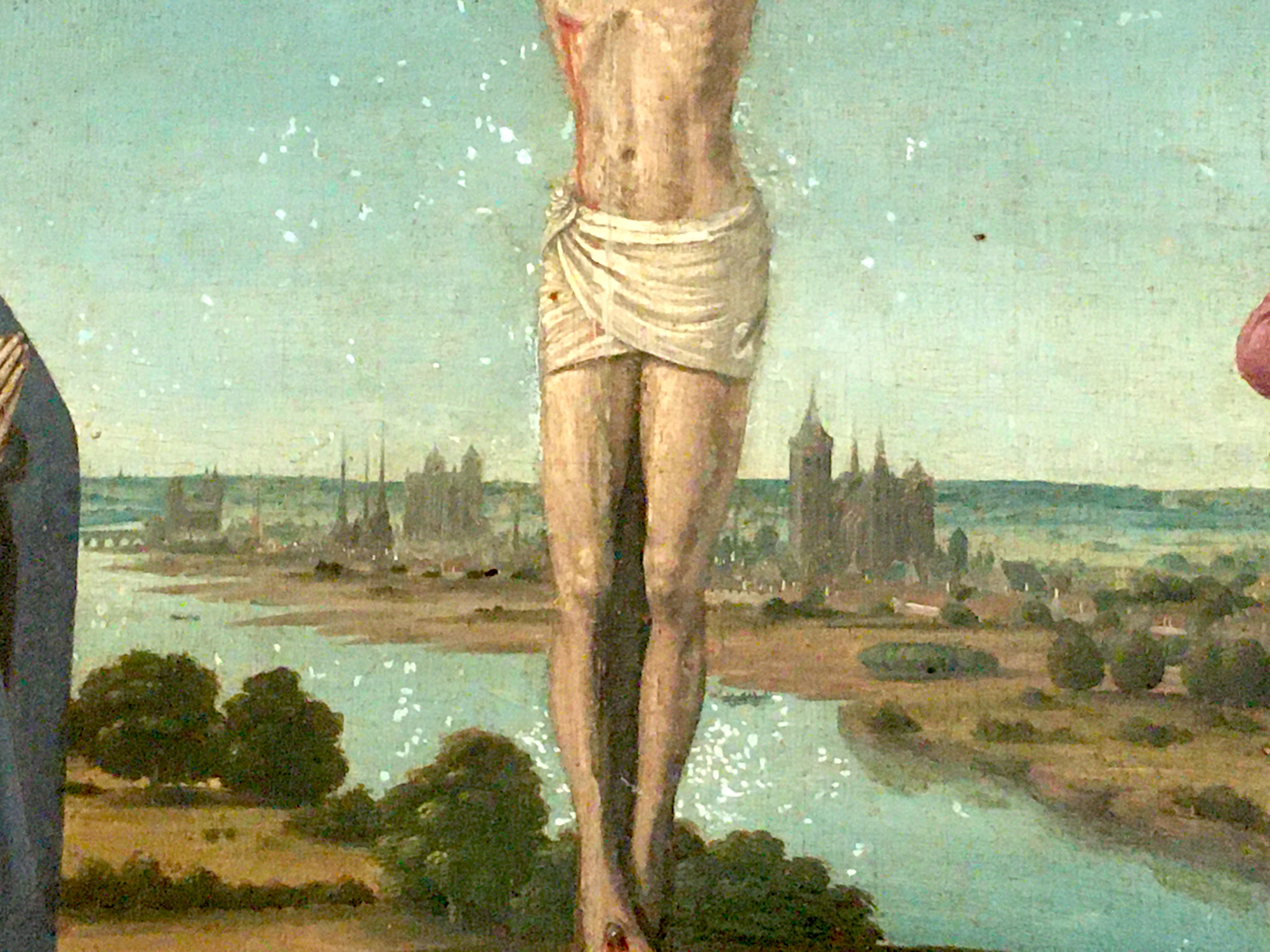
Détail du paysage : la ville de Tours.

Le tableau contient derrière la crucifixion une représentation de la ville de Tours et des bords de la Loire. On peut y apercevoir à droite du Christ, la grande tour de l'abbatiale Saint-Martin de Tours, puis à gauche, la cathédrale Saint-Gatien, l'église Saint-Julien et le château. 

## Attribution à Bourdichon
C'est en 1935 que l'historien de l'art Jacques Dupont propose d'attribuer le tableau à Jean Bourdichon, enlumineur. L'ambiance générale du tableau mais aussi de multiples détails rappellent les miniatures de l'enlumineur tourangeau et en premier lieu celles de son œuvre la plus célèbre : Les Grandes Heures d'Anne de Bretagne, dont un document atteste son intervention en 1508. La figure de la Vierge rappelle celle de la miniature de la Nativité (f.51v.) : même voile blanc et bleu, même visage, de même que la représentation de l'Enfant Jésus. La loggia rappelle celle de la miniature de saint Marc (f.24v.), le saint Jean est vêtu exactement de la même manière que dans la miniature (f.16v.). Le saint Michel se retrouve presque copié dans les Heures de Charles VIII et dans les Heures de Frédéric d'Aragon. Enfin, Jean le Baptiste rappelle les traits d'un portrait de François de Paul connu aujourd'hui par une gravure de Michel Lasne. Depuis, cette attribution a toujours fait consensus. 

Miniatures de Bourdichon rappelant le retable de Naples
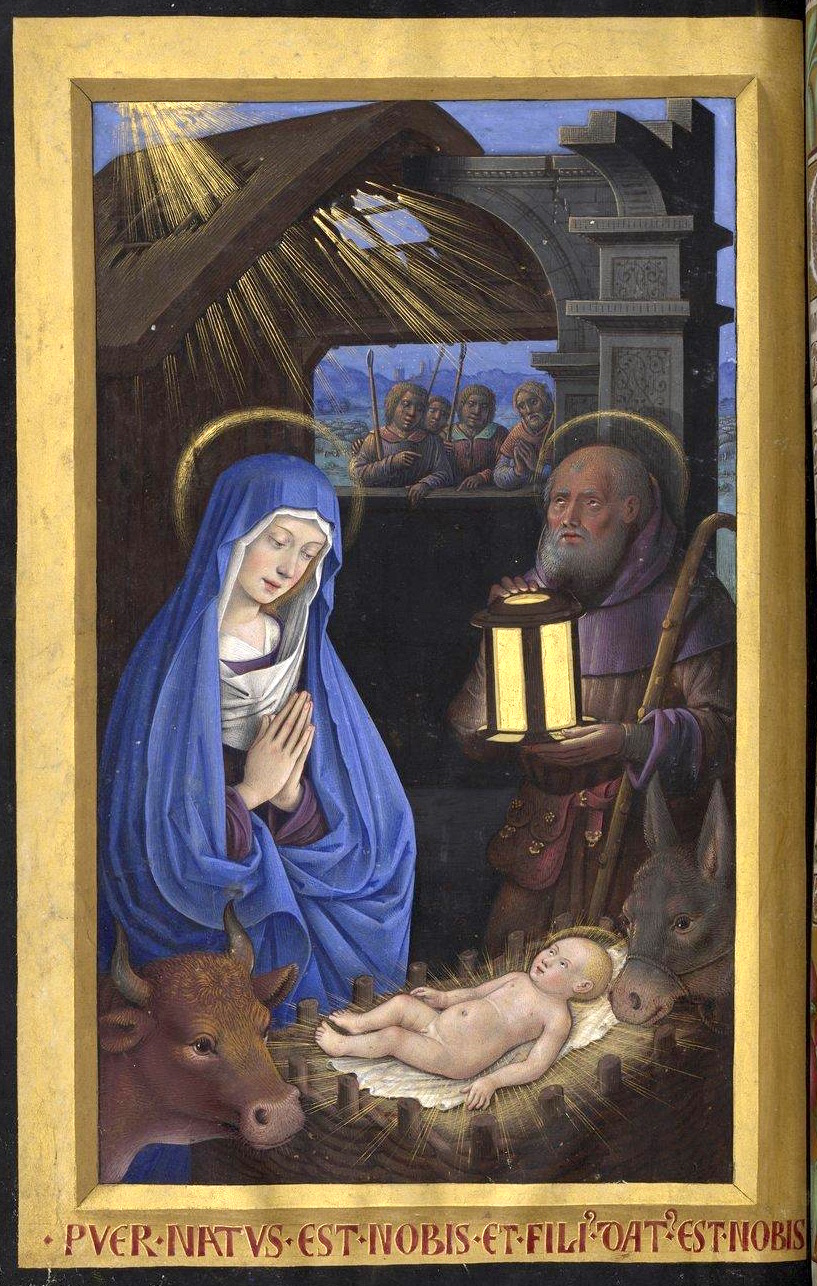
Les Grandes Heures d'Anne de Bretagne, Nativité, f.51v.
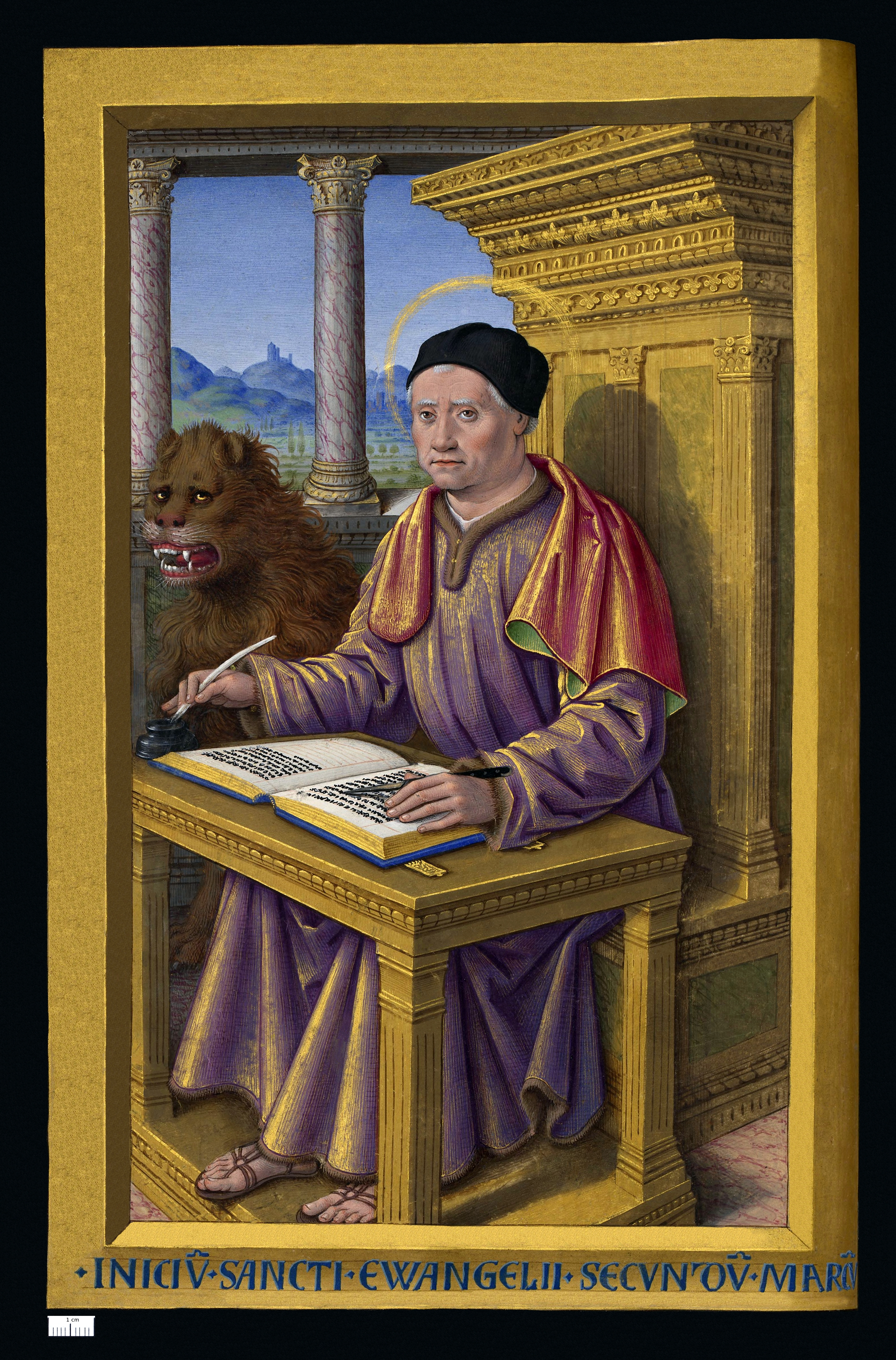
Les Grandes Heures d'Anne de Bretagne, saint Marc, f.24v.
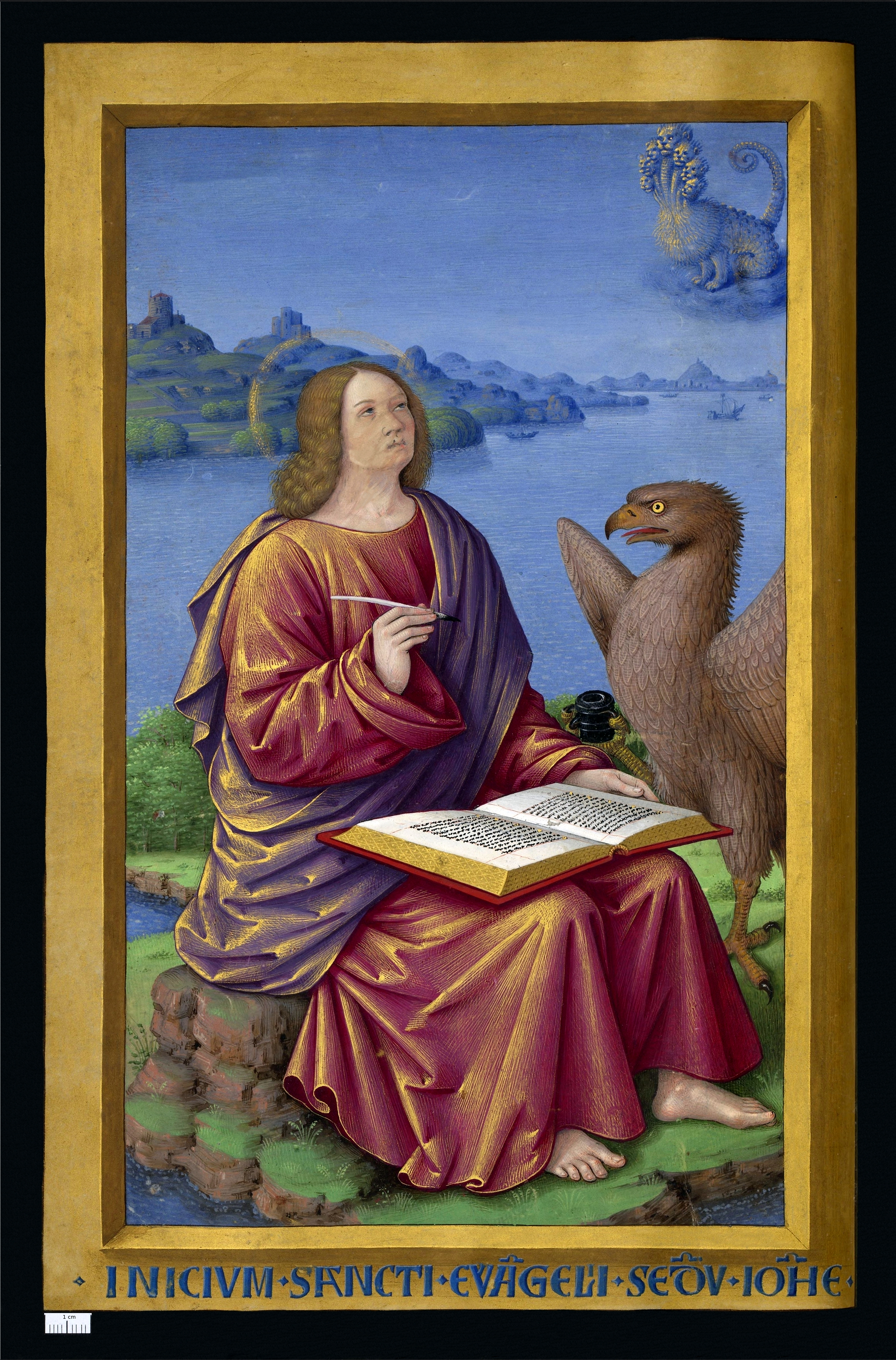
Les Grandes Heures d'Anne de Bretagne, saint Jean, f.16v.
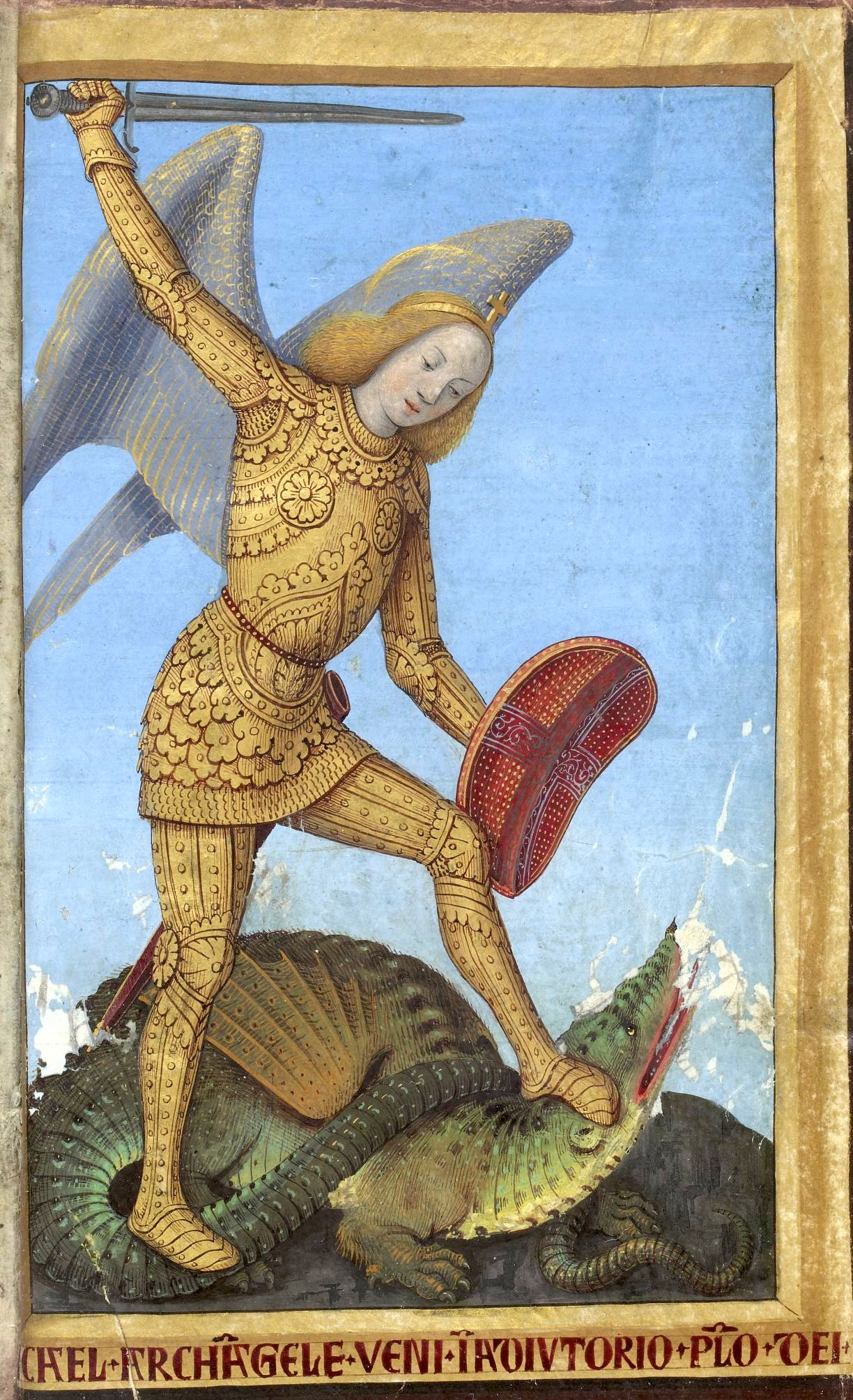
Heures de Charles VIII, saint Michel, f.216r.

## Historique
L'attribution à Bourdichon se pose alors la question de savoir comment le tableau s'est retrouvé à Naples. Il semble être arrivé sur place très tôt puisqu'un tableau du peintre napolitain Protasio Crivelli copie la Vierge et porte la date de 1504. Plusieurs liens unissent la cité parthénopéenne et la vallée de la Loire et plusieurs hypothèses ont été avancées. Une hypothèse a été rapidement réfutée : l'idée que Bourdichon puisse avoir réalisé le tableau au cours d'un voyage en Italie. Les historiens de l'art s'accordent pour voir dans son œuvre une influence italienne de seconde main, il n'a probablement jamais mis les pieds sur place. Certains ont proposé que le tableau ait été réalisé en France puis apporté par des Français en Italie, lors de l'expédition de 1494. Jacques Dupont confirmerait cette hypothèse en identifiant le triptyque dans la mention dans les comptes royaux de la réalisation en 1490 de « trois ymaiges de notre-Dame en trois tableaux » pour Charles VIII. Cette hypothèse est mise en doute par le fait qu'il ferait dater le tableau très précocement et de ce fait très éloigné de la date des Grandes Heures. 
L'autre hypothèse serait une commande provenant de Frédéric d'Aragon ou de son entourage, contraint à l'exil après sa déposition du royaume de Naples en 1501. Il a séjourné en vallée de la Loire jusqu'à sa mort en 1504 et fait réaliser un livre d'heures par le même Bourdichon. Le triptyque, de petites dimensions et donc facilement transportable, pourrait être parti pour l'Italie rapidement après sa mort, en même temps de les Heures d'Ippolita d'Aragon, du même Bourdichon (actuellement Montserrat, Ms.66). Cette hypothèse est corroborée par le fait que les saint Michel et Georges font l'objet d'un culte particulier par la dynastie des Aragon. 
Le tableau est présent très tôt dans l'église de la chartreuse et entre en 1806 dans les collections du musée du couvent.